# Макараву
Макараву (канн. ಮಕಾರವು) — ма, буква алфавита каннада, обозначает губно-губной носовой согласный /m/.
Кагунита: ಮಾ , ಮಿ , ಮೀ , ಮು , ಮೂ , ಮೃ , ಮೆ , ಮೇ , ಮೈ , ಮೊ , ಮೋ , ಮೌ . Символ юникода — U+0CAE.
Подстрочная форма написания макараву в сравнении с аналогичными подстрочными формами в телугу и кхмерском:

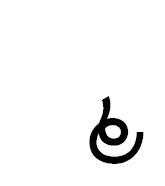
Маотту (каннада)
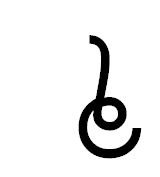
Маватту (телугу)
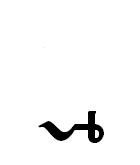
Тьенг мо (кхмерский)

Примеры двойной ಕ್ಮ — кма, ಮ್ಪ — мпа, ಮ್ಬ — мба, ಮ್ಮ — мма, ಮ್ರ — мра, ಮ್ಲ — мла и тройной ಕ್ಷ್ಮ — ксма согласных. Поскольку в алфавите каннада для написания согласных используется также диакритический знак анусвара — ಂ, то существует некоторая неоднозначность при записи согласных, например ಅಮ್ಮೆ или ಅಂಮೆ для амме; ಇಮ್ಬು или ಇಂಬು для имбу.